# Thronus Regis
Thronus Regis, latinsky Králův trůn, je nepostavený středověký klášter, na jehož místě stojí stejnojmenná dřevěná socha trůnu. Nachází se na trase naučné stezky Zapomenuté osudy, nedaleko soutoku Ratibořky a Vsetínské Bečvy v Ratiboři v okrese Vsetín. Geograficky se také nachází v pohoří Hostýnské vrchy na Valašsku ve Zlínském kraji.

## Historie a popis místa
Václav III. (1289–1306) se po smrti svého otce Václava II. (1278–1305), dne 21. června 1305, stal českým, polským a uherským králem. Tento mladík nejprve vedl zhýralý život, ale dne 21. června 1306, tj. v den prvního výročí smrti Václava II., si jej pozval na pohovor vlivný politik a opat Zbraslavského kláštera Konrád z Erfurtu (1247–1329). Zde, před rakví Václava II., mezi nimi proběhl rozhovor, při němž Konrád promluvil králi do duše. Výsledky se dostavily, král se polepšil, ale na klášter a opata zanevřel a v tomto rozpoložení se rozhodl pod názvem Thronus Regis založit „svůj“ nový, cisterciácký klášter, který měl být větší a vlivnější než zbraslavský. Zakládací listina nového kláštera byla sepsána dne 19. května. Kvůli zavraždění Václava III. v Olomouci však k další výstavbě nedošlo, protože po vymření celé dynastie došlo k politickému chaosu a na klášter se zapomnělo nebo nebyla vůle jej dostavět.
Na místě nedokončeného projektu Thronus Regis stojí dřevěná socha trůnu z roku 2021 a informační tabule.

## Galerie

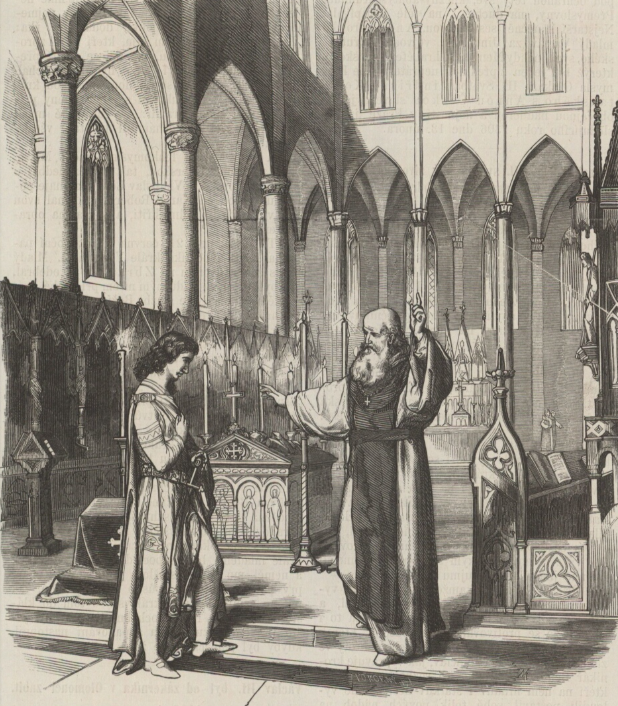
Václav III. napomenut u hrobu otce svého od opata Konráda (Česko-moravská kronika, 1862)
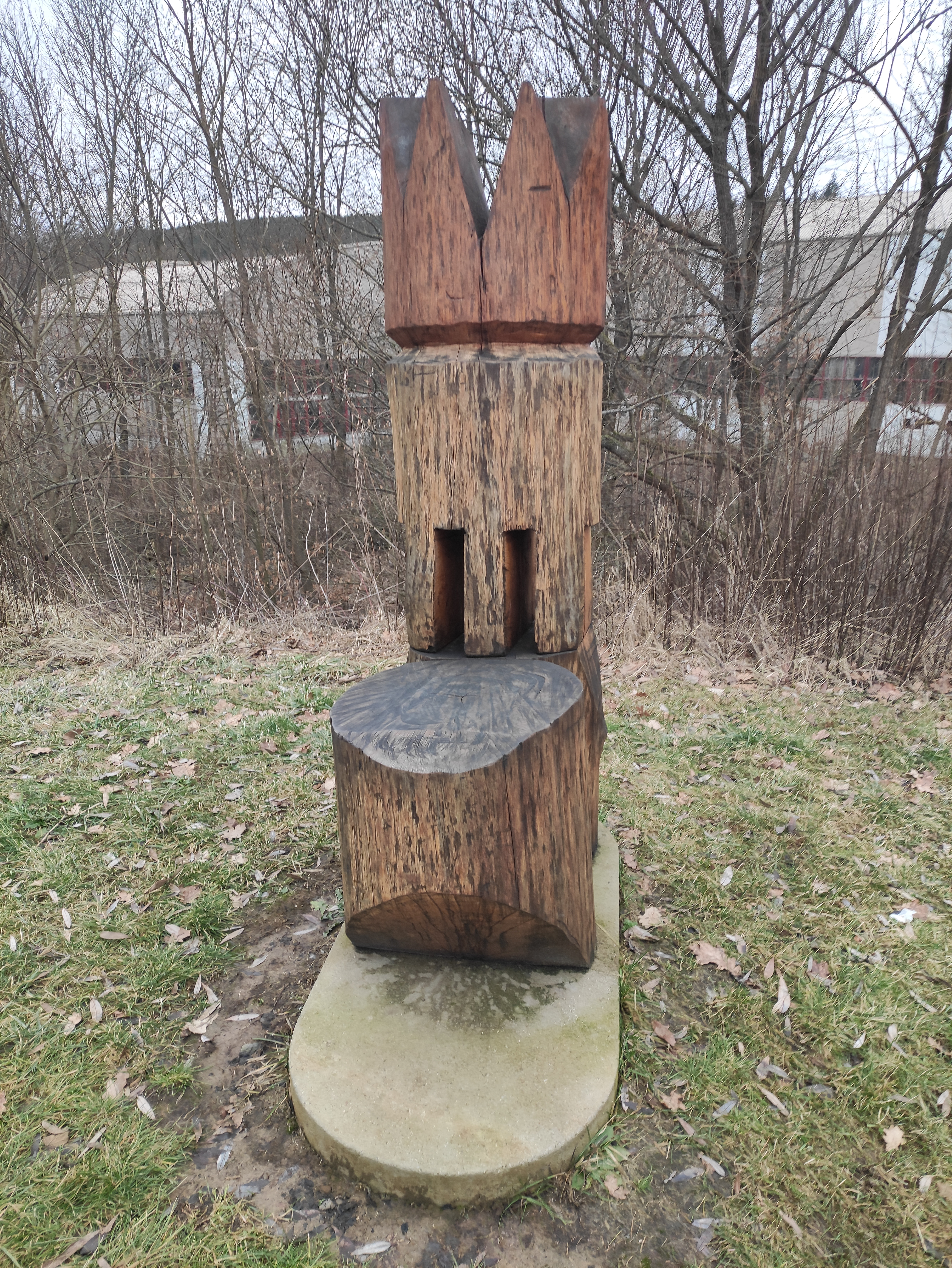
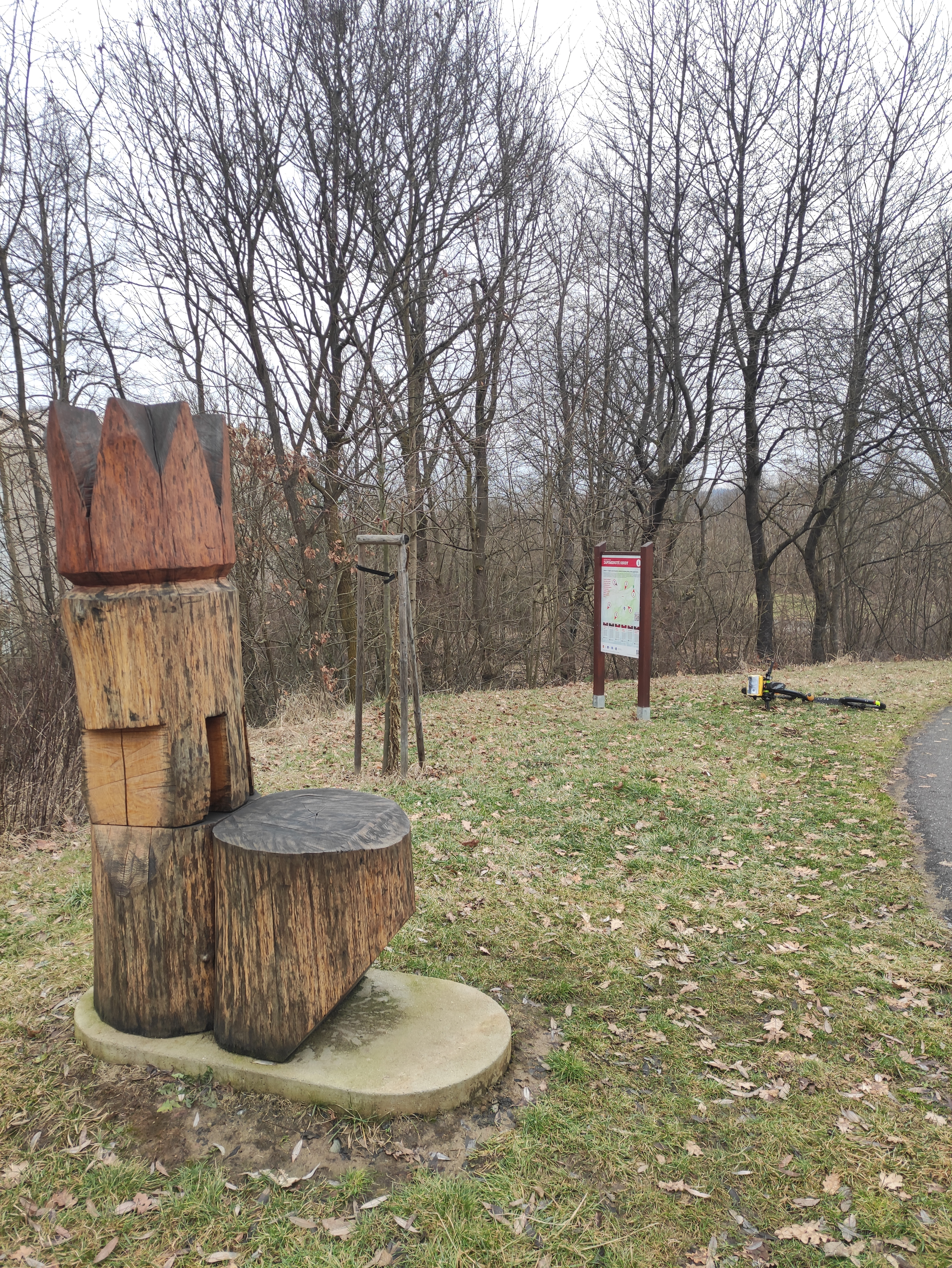